# 鶴宏明
鶴 宏明（つる ひろあき）は、日本のアニメ映画プロデューサー、ゲームプロデューサー。ポケモン代表取締役等を経て、江副記念リクルート財団代表理事、日本バスケットボール協会理事、ジャパン・プロフェッショナル・バスケットボールリーグ理事、Tリーグ理事。

## 人物・経歴
高岡市立志貴野中学校、富山県立高岡高等学校を経て、1983年一橋大学卒業、日本リクルートセンター（のちのリクルートホールディングス）入社。
橘慶一郎衆議院議員は中学・高校の同級生。武市敬元東京都副知事や田中俊和元住友不動産販売代表取締役社長は大学のテニス仲間。村井満元Jリーグチェアマンはリクルートの同期。
ポケモン代表取締役を務め、日本のアニメーションの海外展開に携わり、2005年には新設されたポケモンラーニング代表取締役社長に就任。その後、江副記念リクルート財団代表理事（専務理事）を務めた。
2016年にジャパン・プロフェッショナル・バスケットボールリーグが開幕すると、日本バスケットボール協会とジャパン・プロフェッショナル・バスケットボールリーグが共同設立したB.MARKETINGの代表取締役社長に就任。
2018年声優Jrバスケ3×3理事。2019年ジャパン・プロフェッショナル・バスケットボールリーグ特任理事。2020年日本バスケットボール協会理事、Tリーグ理事。2021年ジャパン・プロフェッショナル・バスケットボールリーグ理事。

## 参加作品

### アニメ映画
- 劇場版ポケットモンスター 幻のポケモン ルギア爆誕（アソシエイトプロデューサー）
- 劇場版ポケットモンスター 水の都の護神 ラティアスとラティオス（製作）
- ピカピカ星空キャンプ（製作）
- 劇場版ポケットモンスター アドバンスジェネレーション 七夜の願い星 ジラーチ（製作総指揮）
- おどるポケモンひみつ基地（エグゼクティブプロデューサー）
- 劇場版ポケットモンスター アドバンスジェネレーション 裂空の訪問者 デオキシス（製作総指揮）
- 劇場版ポケットモンスター アドバンスジェネレーション ミュウと波導の勇者 ルカリオ（製作総指揮）

### コンピューターゲーム
- ポケットモンスター ルビー・サファイア（プロデューサー）
- ポケットモンスター ファイアレッド・リーフグリーン（プロデューサー）
- ポケットモンスター ダイヤモンド・パール（プロデューサー）
- ポケモンレンジャー バトナージ（プロデューサー）
- ポケットモンスター ブラック・ホワイト（プロデューサー）

### テレビ番組
- 週刊ポケモン放送局（企画）

### 楽曲
- ベストウイッシュ!（スペシャルサンクス）
- ニンテンドーDS ポケモンブラック&ホワイト スーパーミュージックコレクション（スペシャルサンクス）